# Robert Guillaume Dillon
Pour les articles homonymes, voir Dillon.
Robert Guillaume Dillon (ou Robert William, né en 1754 et mort le 28 mai 1839) est un Français ayant combattu lors de la Guerre d'indépendance des États-Unis.

## Biographie

### Naissance

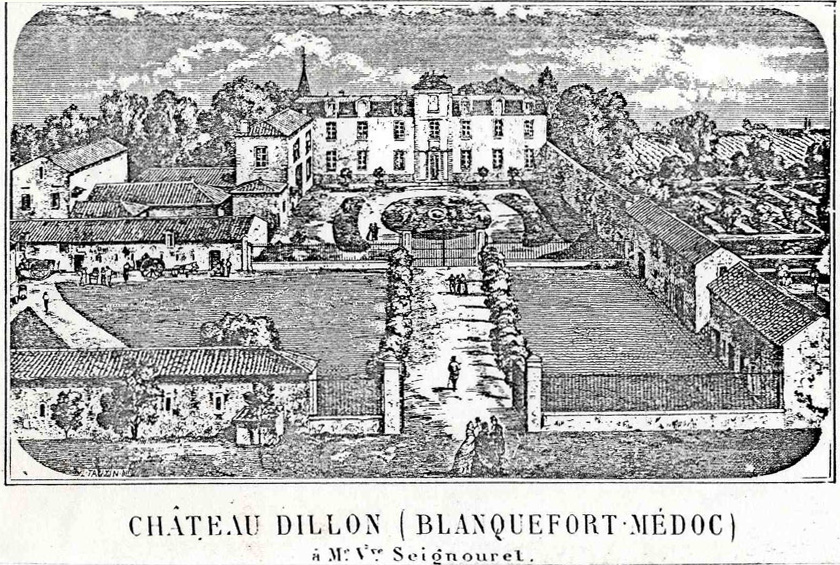
Le château Dillon à Blanquefort, lieu de naissance de Robert Guillaume Dillon.

Il naquit au château de Terrefort en Gironde le 3 septembre 1754 et fut baptisé le 4 à la paroisse de Blanquefort, 7e enfant de Robert Dillon, seigneur de Terrefort, de la branche cadette des Dillon de Killcornan. Le décès de son père, en 1764, allait laisser sa famille dans l'indigence.

### Carrière militaire
Cadet au régiment de Chabot Dragons, en 1767, il devint Page du Roi en sa Grande Écurie en 1770, après confirmation de sa noblesse par Denis Luis d'Hozier, conseiller du roi en ses conseils, le 13 août 1770. 
Après 3 ans passé aux Pages, il fut nommé le 12 avril 1773, sous-lieutenant à la Compagnie de Terlaye au Régiment de Lorraine Dragons, sur recommandation du prince de Lambesc, colonel du régiment.
Il obtint une commission de capitaine à la suite dans son régiment le 2 juin 1777 grâce à l'intervention personnelle du comte de Provence auprès du prince de Montbarrey, avec gratuité de cette charge et la remise à la famille Dillon de 3 500 £ pour solder les dettes de la famille. À son tour, le duc de Lauzun allait intervenir à partir de 1778 pour favoriser la carrière de Robert Guillaume.
Robert Dillon fut nommé capitaine-commandant de la compagnie générale dans la Légion des Volontaires Étrangers de la Marine en 1778 et participa sous les ordres du duc de Lauzun, à la capture des comptoirs anglais du Sénégal en janvier 1779. Après cette campagne, il fut nommé colonel le 2 juin 1779 et devint colonel-en-second de la Légion des Volontaires Étrangers de Lauzun le 1er avril 1780. Ses deux frères William-Henry dit Billy et Franck-Thébald servaient aussi dans cette même unité comme capitaine en second et comme sous-lieutenant.
Avant son embarquement pour les Amériques, le 21 avril 1780, il se battit en duel et fut blessé d'un coup d'épée au bras et dans le corps. Débarqué en Amérique, il se bat de nouveau avec le vicomte de Noailles, le 6 septembre 1780.
Il se distingue enfin contre les troupes britanniques au combat de Gloucester le 3 octobre 1781 : dans son rapport le duc de Lauzun précise "...a chargé avec 150 hussards 400 dragons anglais, les a culbutés, a eu son cheval blessé...". Le colonel Dillon recevra en 1783 la croix de chevalier de Saint Louis pour sa campagne aux États-Unis.
Pour cette campagne, il obtient aussi une première pension de 2 400 £ sur le département de la Marine (2 août 1783) complétée par une pension de 2 000 £ le 28 décembre de la même année en considération de ses services en qualité de colonel en second de la Légion de Lauzun.
Après la victoire de Yorktown, le duc de Lauzun laissa sa Légion sous les ordres théoriques du colonel Robert Dillon, mais dans les faits, il confia son unité au lieutenant-colonel Hugau, un officier sorti du rang ayant une parfaite connaissance des instructions militaires. L'affrontement entre le jeune colonel aristocrate et le lieutenant-colonel roturier fut violent et ne se calma qu'au retour du duc de Lauzun en septembre 1782 : le lieutenant-colonel Claude Étienne Hugau rédigea un mémoire sur cette situation particulière.
De retour en France en septembre 1783, le comte Robert Dillon fut nommé mestre de camp du régiment des Hussards de Lauzun, le duc de Lauzun étant le colonel propriétaire, Claude Étienne Hugau restant lieutenant-colonel : les deux frères du comte Robert Dillon étaient toujours officiers au régiment. 
Le 7 janvier 1784, le comte Robert Dillon peut porter l'insigne d'or de la Société des Cincinnati, par autorisation spéciale du roi Louis XVI.

### Accident et fin de carrière
L'inspection passée le 2 septembre 1786, indiquait au sujet du colonel Dillon : "Officier qui se donne beaucoup de peine et s'est bien appliqué, mais le défaut de langue allemande fait qu'il servirait plus utilement dans un autre corps...".
Le 31 août 1787, un terrible accident de chasse met un terme à sa carrière militaire. alors qu'il chassait avec le duc de Bourbon et son fils le duc d'Enghien, son fusil éclata dans la main et lui emporta quatre doigts : il fallut lui amputer le poignet gauche. Il dut quitter son régiment et fut nommé en compensation, colonel d'un régiment territorial, le 3e régiment d'État-Major en garnison à Lille.
En 1789, le comte Robert Dillon va sollicité plusieurs ministres et rédiger plusieurs mémoires pour obtenir un complément de pension : après plusieurs refus, il lui sera accordé le 4 juillet 1789, sur une dernière intervention du comte de Rochambeau, une gratification exceptionnelle de 2 000 £ pour "le récompenser des marques de zèle et d'activités qu'il a donné en 1782" et pour dédommager "les dépenses extraordinaires qu'il n'a pu se dispenser de faire en cette occasion".
En 1791, le 3e régiment d'État-Major fut dissous et Robert Guillaume Dillon fut nommé maréchal de camp et mis à la retraite le 1er mars 1791.
Il demanda alors un passeport pour recueillir en Angleterre un héritage mais malgré la période troublée, il rentra en France. Ses frères Théobald, Édouard, Franck-Théobald et Roger-Henry émigrèrent en Angleterre.
Sous l'Empire, il fut désigné maire de Livry : en 1809, il demanda à prendre le commandement d'un corps de Vétérans, sans succès.
En 1814, après que sa propriété eut été pillée par les troupes alliées, il fut employé comme commandant supérieur de la place de Saint-Germain-en-Laye (avec rang de général de brigade), le 23 mai 1814. Pour ses nouveaux services, il fut nommé chevalier de la légion d'honneur le 14 septembre 1814. Il contribua à la réorganisation de 2 régiments de chasseurs à cheval et à maintenir la discipline malgré la présence de la garde impériale russe.
Le 1er mars 1815, il fut néanmoins placé en demi-solde et obtint le 15 août 1815, une retraite de 4 000 frs pour 22 ans, 3 mois et 8 jours de service.
Le 25 février 1816, il fut nommé au grade honorifique de lieutenant-général.
À partir de cette date, il sollicita régulièrement le gouvernement pour obtenir pensions ou décorations.
Il mourut à Paris en 1839, sans alliance.

## Décorations
- Chevalier de l'ordre royal et militaire de Saint-Louis en 1783
- Chevalier de la Légion d'honneur le 14 septembre 1814,

### Archives
- « Dillon Robert Guillaume ». Fonds : Dossier de Légion d'honneur; Cote : LH/777/70. Pierrefitte-sur-Seine : Archives nationales (France) (lire en ligne).